# Ленинск (Гомельская область)
Ленинск (бел. Ленінск) — посёлок в Маложинском сельсовете Брагинского района Гомельской области Белоруссии.

## Население
На 1 января 2006 года в посёлке насчитывалось 60 человек, из которых 11 в возрасте до 16 лет, 18 — трудоспособного и 31 — пенсионного возраста. Число хозяйств составляет 27.